# The Poodles
The Poodles est un groupe de hard rock suédois, originaire de Stockholm. Il est formé par Jakob Samuel au chant, Pontus Egberg à la basse, Henrik Bergqvist à la guitare électrique et Christian Lundqvist (surnommé Kicken) à la batterie.

## Biographie

### Formation (2005)
Si The Poodles n'est formé qu'à l'automne 2005 à Stockholm, chaque membre avait déjà un parcours musical derrière lui. Ainsi, le chanteur principal du groupe, Jakob Samuel, était au début des années 1990 le batteur de Talisman, un groupe de hard rock par lequel est également passé un ancien des Poodles, Pontus Norgren. Jakob a par ailleurs été membre d'autres groupes comme Jekyll and Hyde, Midnight Sun et The Ring. Quant à Pontus Egberg, il a fait partie de formations musicales comme Lions Share ou Zan Clan. Kicken est quant à lui passé par RAW et Peter and the Chiefs, et Henrik était membre de Four Sticks, Southfork ou encore de Tiamat.

### Metal Will Stand Tall(2005–2007)
Six mois après sa formation, le nouveau groupe participe à la branche suédoise du Concours Eurovision de la chanson, en se positionnant notamment dans les dix premiers lors de l'édition 2006 du Melodifestivalen, un télé-crochet de la chaîne de télévision publique SVT qui détermine le candidat suédois à l'Eurovision. Forts de leur quatrième place au concours, et ayant acquis une certaine notoriété au sein de leur pays, The Poodles publient leur premier album Metal Will Stand Tall dans la foulée ; les Suédois et les Finlandais étant les premiers à commercialiser l'album en mai 2006 ; suivis par le label japonais de King Records et par Irond Records, label spécialisé dans le metal qui distribuera le disque en Russie et plus généralement dans le CEI.
Le disque rencontre un véritable succès parmi le public suédois, qui plébiscitera le premier single issu de cet album, Night of Passion, certifié disque d'or au bout de trois semaines de commercialisation. Il devient platine peu après, et Night of Passion est pendant trois semaines le titre le plus téléchargé. Le second single extrait de l'album, nommé Metal Will Stand Tall est certifié disque d'or au bout d'un mois, et le troisième single Song for You acquiert également cette place. Il est à noter que le groupe invitera sur le deuxième single Metal Will Stand Tall la chanteuse Tess Merkel du groupe disco suédois Alcazar pour un duo avec Jakob, chanteuse qui figure également dans le vidéo-clip. L'album présente par ailleurs des chansons écrites par les plus grands auteurs-compositeurs comme Holly Knight, dont les chansons sont interprétées par Tina Turner, Aerosmith ou Kiss.
Au cours de l'année 2006, le groupe joue plus de 100 concerts en Suède ; et en janvier 2007 Metal Will Stand Tall est publié dans le reste de l'Europe sous l'égide du label allemand AFM Records auquel ils signent en décembre 2006. Cette nouvelle notoriété leur permet de partir en tournée en Europe, à la suite de Hammerfall et de Krokus, réalisant ainsi 31 prestations scéniques en seulement 35 jours dans 18 pays.

### Sweet Trade(2007–2008)

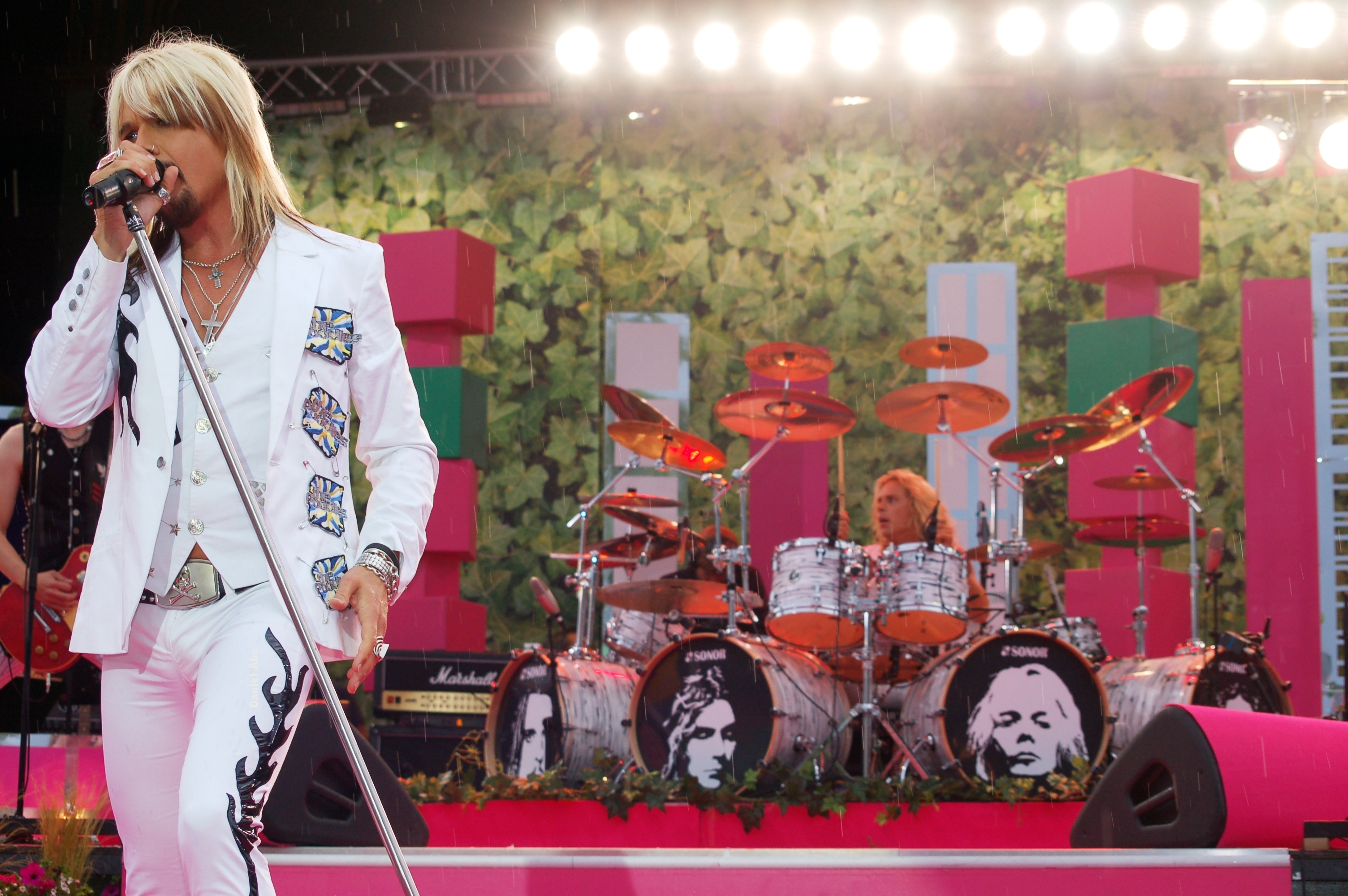
The Poodles le 9 août 2008 à Gröna Lund, parc d'attractions suédois dans l'archipel de Stockholm, à l'occasion du Sommarkrysset. Au premier plan, Jakob Samuel, sous son coude droit Henrik, et Christian en arrière-plan, derrière sa batterie.

Le 25 avril 2007, les Poodles sortent le premier single de leur prochain album Sweet Trade. La chanson Seven Seas qui y figure est écrite avec la collaboration de l'acteur Peter Stormare, apparait dans la série Prison Break, et dans les films Jurassic Park et Minority Report. Il incarne sur cette chanson le pirate Black Sam et chante en duo avec Jakob Samuel. L'album sort en Europe, au Japon et en Russie en septembre 2007. Le second single Streets of Fire devient le plus grand succès commercial du groupe, devenant double disque de platine. Peu après la sortie de l'album, le groupe décide de reprendre la route avec le groupe de hard rock suisse Gotthard. Le groupe peut enfin entreprendre seul au printemps 2008 une tournée dans toute l'Europe avec 17 dates de concerts, toutes complètes. Durant la même période, le groupe participe une deuxième fois au Melodifestivalen (édition 2008).
À la fin du printemps, le groupe accepte non sans fierté d'enregistrer et d'interpréter le thème musical suédois pour les Jeux olympiques de Pékin, se matérialisant par la chanson Raise the Banner, qui sort le 15 juillet 2008 et atteint la tête des ventes de singles en Suède. En mai, le guitariste Pontus Norgren quitte le groupe. Voici le communiqué du groupe annonçant ce départ : « Nous avons le regret de vous annoncer que Pontus Norgren a décidé de quitter The Poodles. Nous aimerions remercier Pontus pour tout ce que nous avons partagé et nous lui souhaitons bonne chance pour l’avenir. The Poodles va bien sûr continuer le parcours que nous avons commencé avec Pontus mais comme tout ce qui se passe est très nouveau pour nous, nous allons avoir besoin de temps pour faire le point afin de continuer sur la meilleure voie. »
Voici ce qu'a communiqué Pontus Norgren lors de son départ : « J'aime HammerFall. Je les trouve exceptionnels sur scène et j'aime leurs chansons, alors quand j'ai appris qu'ils étaient à la recherche d'un guitariste j'ai pensé que je devais tenter le coup. Jouer avec The Poodles est une expérience formidable à de nombreux égards, mais j'ai toujours apprécié une musique plus « dure » et j'ai parfois eu la sensation que ce n'était pas le bon endroit pour la musique que j'affectionnais le plus. Il est tout simplement temps d'aller de l'avant. »
Ils contactent alors Henrik Bergqvist, un musicien auquel le groupe avait déjà songé lors de sa création en 2005. À l'époque, Henrik avait un poste de chercheur dans la forêt tropicale mexicaine, loin de toute activité musicale. C'est le 6 juin, au Sweden Rock Festival, que le nouveau guitariste doit faire ses preuves en public. Cette date marque de plus le début d'une des plus importantes tournées de toutes celles qu'ait connues le royaume. Elle compte plus de 30 concerts à travers la Suède, avec en prime deux apparitions dans des festivals en Allemagne. C'est ainsi que le groupe se rendit compte que le dur labeur qu'il avait consenti à fournir dans ses tournées européennes était largement récompensé. Ce soutien les pousse à retourner en studio à l'automne 2008.

### Clash of the Elements(2008–2009)
Se rendant compte de l'énorme tâche de réalisation d'un nouvel album, le groupe décide de prendre un nouveau départ. Il s'attelle donc à la recherche de nouveaux collaborateurs, qui correspondraient le mieux aux objectifs musicaux du groupe. C'est pourquoi The Poodles se séparent de leur label Lionheart International afin de créer le leur, Rosehip Alley Records. Ils choisissent leur producteur, Mats Valentin, avec qui ils ont déjà collaboré sur leurs singles Line of fire et Raise Your Banner. Le groupe prend également contact avec Mike Fraser, un producteur et ingénieur du son qui travailla avec des légendes du rock comme Aerosmith, AC/DC ou Led Zeppelin, afin de s'occuper du mixage de leur album à venir.
Bien que les membres du groupe soient habitués depuis leur enfance à écouter les productions de Fraser, ils demeurent stupéfaits par les résultats qu'une telle collaboration peut engendrer : en novembre 2008 commence la création de l'album Clash of the Elements, lequel accouchera d'un premier single sortant le 16 février 2009, One out of Ten, que l'on entendra sur les radios suédoises (et qui atteindra le Top 10 des charts) jusqu'à la sortie de Clash of the Elements le 20 mai 2009. En juillet 2009, le groupe signe avec le label Blistering Records.

### Nouveaux albums (depuis 2010)

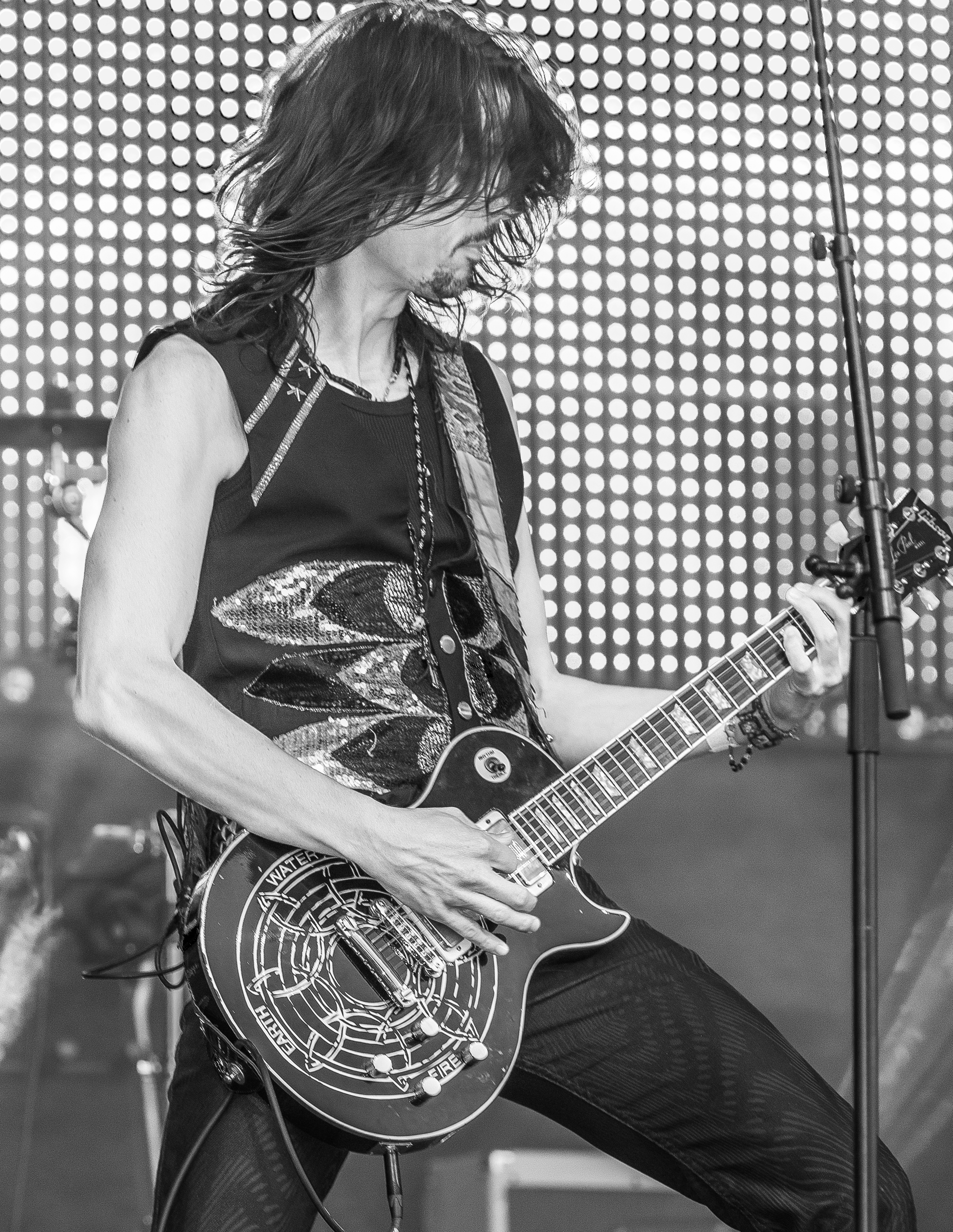
Jacob Samuel et The Poodles en 2015.

En 2011 sort Performocracy, suivi en 2013 de Tour de Force.
Deux ans après Tour de Force, The Poodles reviennent en avril 2015 avec la sortie de leur sixième album, intitulé Devil in the Details. Il est produit, comme pour son prédécesseur, par Mats Valentin. En juillet 2015, le groupe participe au Wacken Open Air.

## Membres

### Membres actuels
- Jakob Samuel - chant
- Christian Lundqvist - batterie
- Pontus Egberg - guitare basse
- Henrik Bergqvist - guitare

### Anciens membres
- Pontus Norgren - guitare

## Discographie

### Singles
- 2006 : Night of Passion
- 2006 : Metal Will Stand Tall
- 2006 : Song for You
- 2007 : Seven Seas
- 2007 : Streets of Fire
- 2006 : Line of Fire
- 2008 : Raise the Banner (chanson officielle de la Suède pour les Jeux olympiques de Pékin de 2008)
- 2009 : One Out of Ten
- 2009 : I Rule the Night

### Compilation
- 2006 : Various Artists - Melodifestivalen